# Jean Cocteau

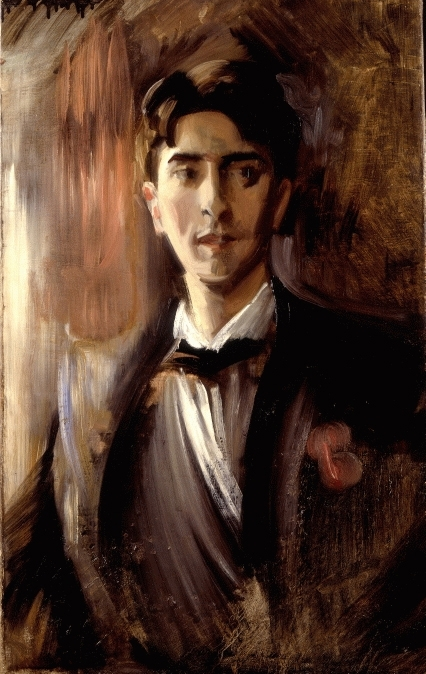

Jean Maurice Eugène Clément Cocteau (n. 5 iulie 1889, Maisons-Laffitte, Île-de-France, Franța – d. 11 octombrie 1963, Milly-la-Forêt⁠(d), Région parisienne, Franța) a fost un poet, scriitor, pictor, dramaturg și cineast francez. Tatăl lui Jean Cocteau, avocat și pictor amator, s-a sinucis în 1898.

## Opera
- Mașina de scris
- 1912: Dansul lui Sofocle ("La danse de Sophocle");
- 1917: Parada ("Parade");
- 1918: Capul Bunei Speranțe ("Le cap de Bonne-Espérance");
- 1919: Le Potomak;
- 1920: Boul pe acoperiș ("Le bœuf sur le toit");
- 1923: Marea întorsătură ("Le grand écart");
- 1923: Cântec neted ("Plain-chant");
- 1923: Thomas impostorul ("Thomas l'imposteur");
- 1924: Soții din Turnul Eiffel ("Les mariés de la Tour Eiffel");
- 1926: Îngerul Heurtebise ("L'ange Heurtebise");
- 1927: Orfeu ("Orphée");
- 1927: Romeo și Julieta ("Roméo et Juliette");
- 1928: Oedip rege ("Œdipe-roi");
- 1928: Antigona ("Antigone");
- 1929: Copiii teribili ("Les enfants terribles");
- 1930: Vocea umană ("La voix humaine");
- 1934: Mașina infernală ("La machine infernale");
- 1938: Părinții teribili ("Les parents terribles");
- 1940: Monștrii sacri ("Les monstres sacrés").
- 1951: Bacchus

## Filme
- 1930 : La Sangre de un Poeta (Le Sang d'un Poète)
- 1943 : L'Eternel Retour[17]
- 1946 : Frumoasa și Bestia (La Belle et La Bête)
- 1948 : Vulturul cu Două Capete (L'Aigle à Deux Têtes)
- 1948 : Părinții teribili (Les Parents Terribles)
- 1950 : Orfeu (Orphée)
- 1960 : Testamentul lui Orfeu (Le Testament d'Orphée)

## Legături externe
Jean Cocteau la Internet Movie Database 